# La Terroriste (roman)
Pour les articles homonymes, voir La Terroriste.
La Terroriste (titre original en anglais : The Good Terrorist) est un roman de politique-fiction publié en 1985, écrit par la romancière britannique Doris Lessing. La protagoniste du livre, Alice, est une jeune femme naïve. Elle squatte avec un groupe de radicaux d'extrême gauche quelque part à Londres et par la suite, est entraînée dans leurs activités terroristes.
Lessing envisage l'écriture du roman après l'attaque à la bombe du magasin Harrods perpétrée par l'armée républicaine irlandaise provisoire en 1983. Auparavant membre du parti communiste de Grande-Bretagne, elle quitte le parti après l'insurrection de Budapest de 1956. Certains critiques qualifient le roman de satire, tandis que Lessing le qualifie d'humoristique. Le titre est un oxymore qui se rapporte à la nature ambivalente d'Alice.
Les avis des critiques littéraires sont mitigés sur le roman. Certains ont salué sa perspicacité et sa caractérisation, tandis que d'autres critiquent son style et le manque de profondeur de ses personnages. Un critique complimente l'« intense prose descriptive et les caractérisations précises et réalistes » de Lessing, saluant notamment son « rapport brillant sur les types d'individus commettant des actes terroristes », d'autres qualifient le roman d'« étonnamment fade », et les personnages de « triviaux, bidimensionnels et paralysés par leurs propres délires ». La Terroriste est présélectionné pour le prix Booker et remporte à la fois le prix Mondello et le prix WH Smith.

## Résumé

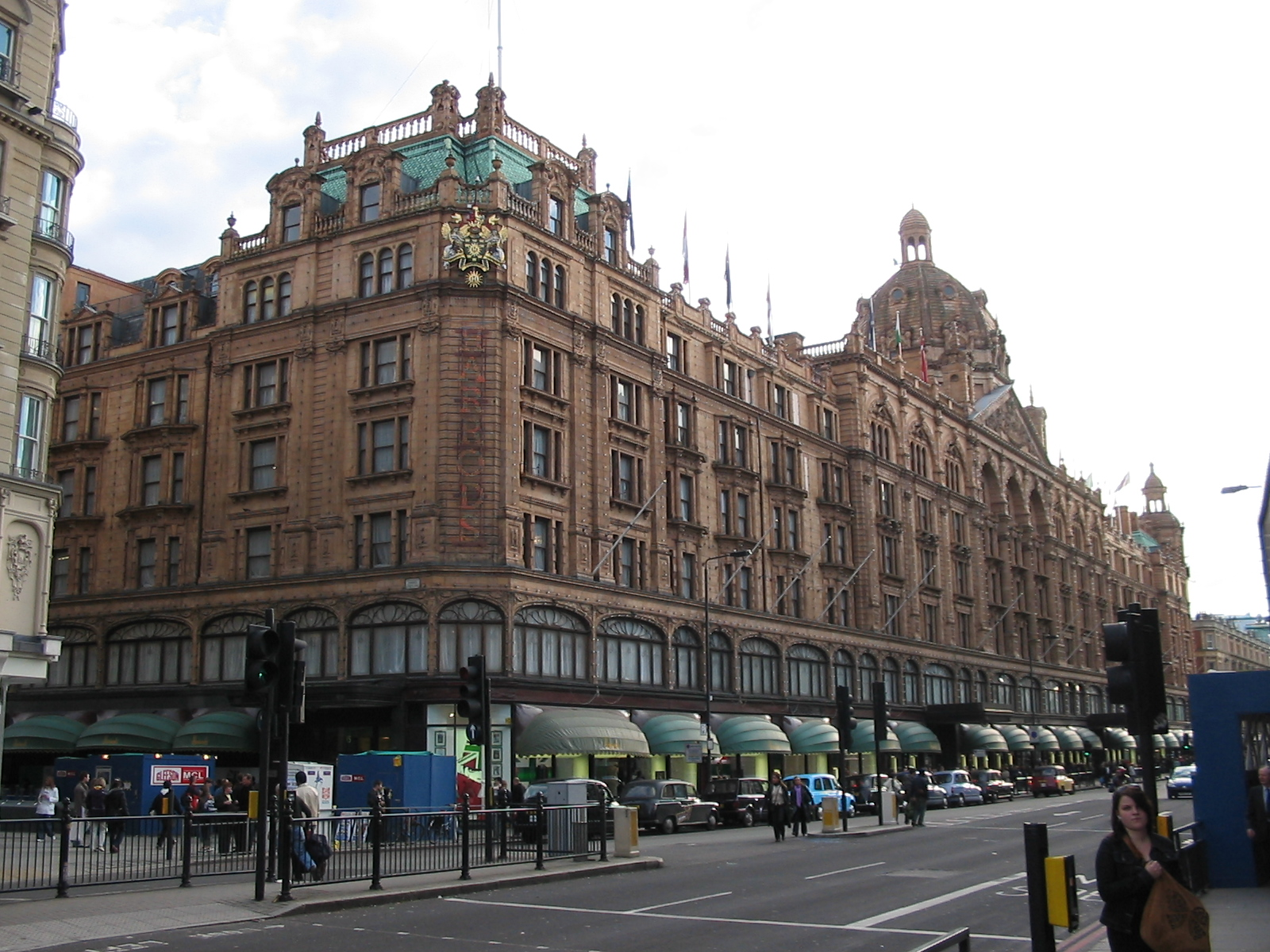
Les camarades d'Alice tentent un attentat à la bombe dans le quartier de Knightsbridge.

La Terroriste est écrit du point de vue d'Alice Mellings, une trentenaire sans emploi diplômée en science politique et en économie, et qui erre de communauté en communauté. Jasper se rapproche d'elle, un diplômé qui vivait avec elle dans une communauté étudiante une quinzaine d'années auparavant. Alice tombe amoureuse de lui, mais se sent frustrée par sa réserve et son homosexualité naissante. Elle se considère comme une révolutionnaire, luttant contre l'« impérialisme fasciste », mais reste néanmoins dépendante de ses parents, qu'elle considère avec dédain. Au début des années 1980, Alice rejoint un groupe de « camarades » ayant la même « vision des choses » dans une maison abandonnée à Londres. Parmi les autres membres du petit groupe figurent Bert, le chef incompétent, et un couple de lesbiennes : Roberta et sa partenaire instable Faye.
La maison abandonnée où se réfugie la bande est dans un état de ruine, et le Conseil du Grand Londres la destine à la démolition. Face à l'indifférence de ses camarades sur cette perspective, Alice entreprend le nettoyage et la rénovation de la maison. Elle persuade également les autorités de rétablir l'approvisionnement en électricité et en eau. Elle devient alors la « mère » de la maison, cuisinant pour tout le monde et négociant avec la police locale afin d'empêcher l'expulsion. Les membres du squat appartiennent à l'Union du Centre communiste (CCU) et assistent aux manifestations et grèves de l'organisation. Alice s'implique dans quelques-unes de ces activités, mais elle consacre la majeure partie de son temps à l'entretien de la maison.
Afin d'être plus efficaces dans leur lutte, Jasper et Bert se rendent en Irlande et en Union soviétique pour proposer leurs services à l'Armée républicaine irlandaise provisoire (IRA) ainsi qu'au KGB, mais leur aide est refusé et ils retournent à Londres. Un groupe plus organisé de révolutionnaires s'installe à côté et commence à utiliser la maison d'Alice comme un relai pour faire transiter des armes, ce à quoi elle s'oppose. D'énigmatiques inconnus visitent alors la maison et remettent en question leurs décisions.

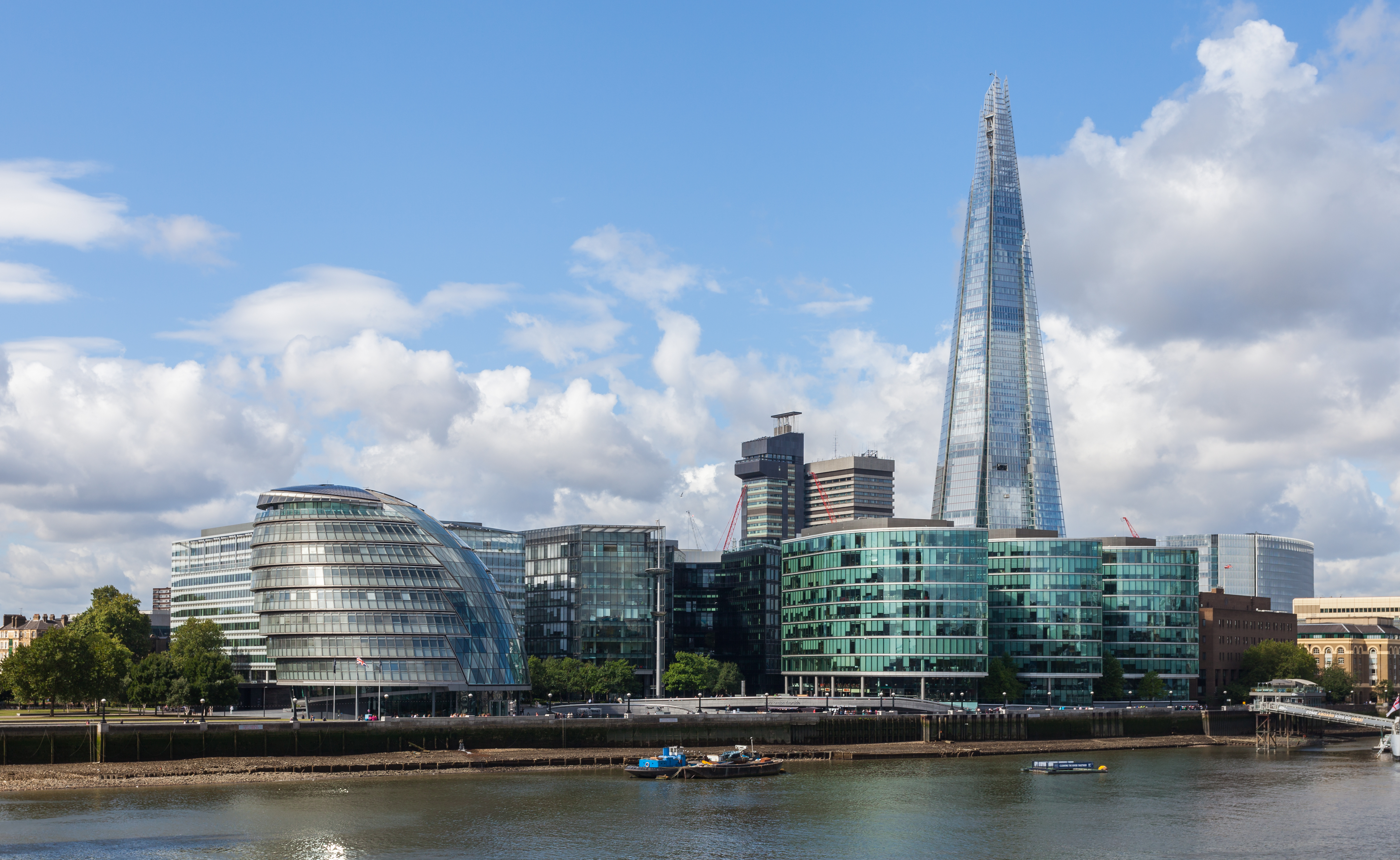
Le roman se déroule dans la ville de Londres.

Les amis d'Alice décident finalement d'agir de leur propre chef, se nommant eux-mêmes « communistes britanniques libres ». Ils font des expériences avec des explosifs puis ils piègent une voiture. Alice ne soutient pas pleinement cette action, mais accepte néanmoins la décision de la majorité. Ils décident de s'attaquer à un hôtel haut de gamme à Knightsbridge, mais leur inexpérience se solde par l'explosion prématurée de la bombe, qui tue Faye et plusieurs passants. Le reste des « camarades », bouleversés par ce qu'ils ont fait, décident de quitter le squat et de se séparer. Alice, déçue par Jasper, décide de ne pas le suivre et reste en retrait parce qu'elle ne supporte pas d'abandonner la maison dans laquelle elle a fait tant d'efforts. Malgré ses réticences sur le recours à l'attentat à la bombe, elle ressent le besoin de justifier ses actions auprès des autres, mais se rend compte que ce serait vain car « les gens ordinaires ne comprendront tout simplement pas ». Elle reconnaît désormais qu'elle est une terroriste, mais elle ne se souvient pas du moment où le basculement s'est produit.

## Contexte de rédaction
L'intérêt de Doris Lessing pour la politique commence dans les années 1940 alors qu'elle vivait en Rhodésie du Sud (aujourd'hui le Zimbabwe). Elle est attirée par un groupe d'« ultra-communistes » et rejoint la section locale du Left Book Club à Salisbury (aujourd'hui Harare). Plus tard, après les conflits résultant de la ségrégation raciale qui sévit en Rhodésie, elle rejoint le Parti travailliste de Rhodésie du Sud. Lessing s'installe alors à Londres en 1949 et commence sa carrière d'écrivain. Elle devient membre du Parti communiste de Grande-Bretagne au début des années 1950 et milite activement contre l'utilisation des armes nucléaires.
En 1964, elle avait publié six romans, mais avait été déçue par le communisme après l'insurrection de Budapest de 1956 et, après avoir lu Les Soufis d'Idries Shah, commence une approche vers le soufisme, une croyance tirant ses bases de l'islam,. C'est ce qui l'amène plus tard à écrire une série de cinq volumes « space fiction » intitulée Canopus in Argos: Archives, qui s'inspire des bases fondamentales du soufisme. La série n'est pas bien accueillie par certains de ses lecteurs, qui ont le sentiment que Lessing a abandonné sa « vision rationnelle du monde ».

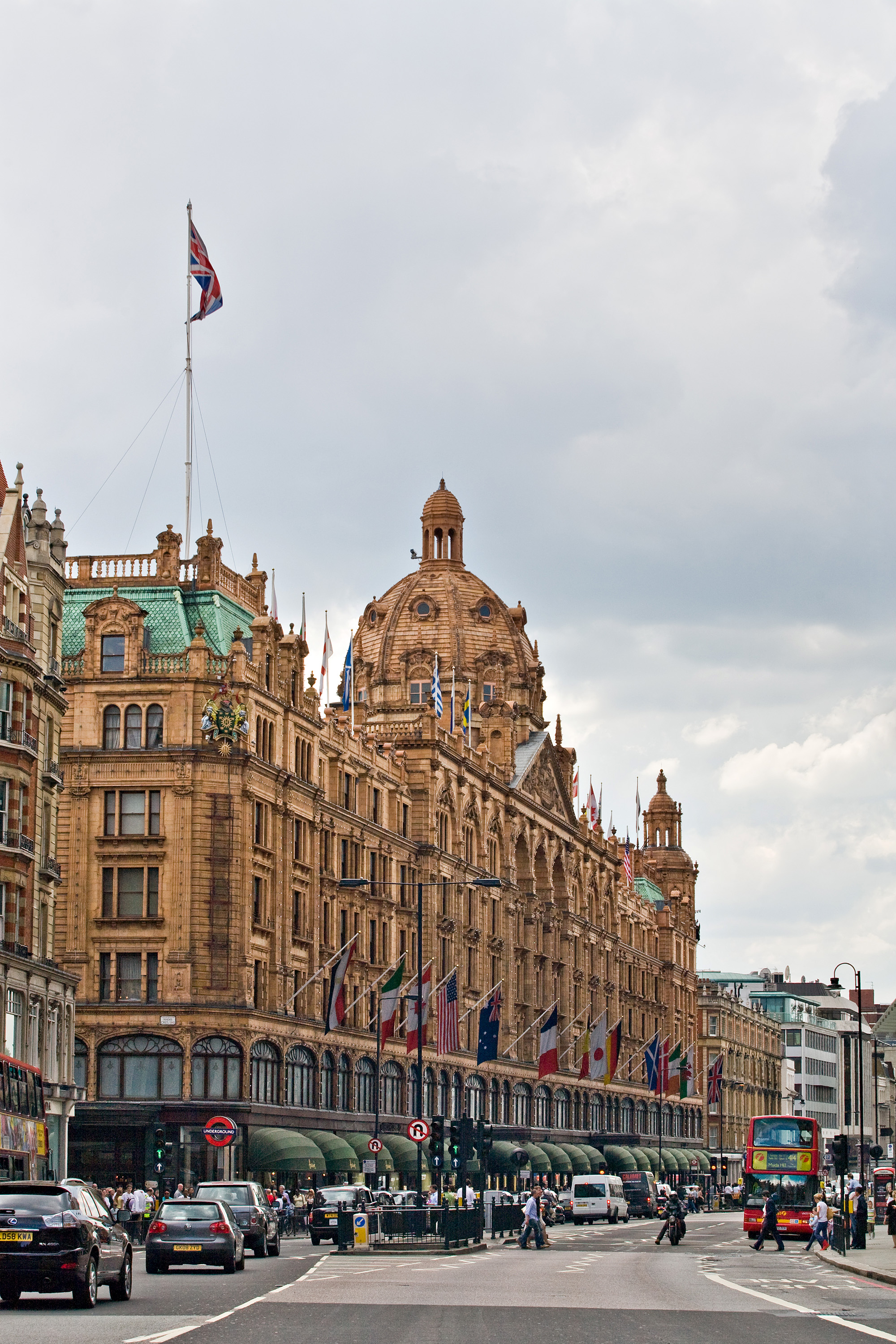
L'attentat à la bombe perpétré en 1983 par l'IRA contre le grand magasin Harrods incite Lessing à écrire ce roman.

La Terroriste est le premier livre de Lessing à être publié après la série Canopus in Argos, suscitant d'emblée beaucoup de réactions de la part des critiques, comme : « Lessing revient sur Terre », ou « Lessing retourne à la réalité ». Plusieurs commentateurs qualifient le roman de satire,,, tandis que Lessing le qualifie d'humoristique : « Ce n'est pas une déclaration politique. Mon livre présente un certain type d'individu politique, une sorte de révolutionnaire autoproclamé qui ne peut être produit que par la riche société. Ils ont beaucoup d'humour qu'on ne trouve pas chez les révolutionnaires d'extrême gauche, qui quant à eux sont confrontés à des défis en permanence ». Lessing affirme que l'idée d'écrire le roman lui est venue après l'attentat à la bombe perpétré par l'IRA contre un grand magasin Harrods de Londres en 1983. Elle se souvient encore : « Les médias ont rapporté cet événement comme s'il s'agissait d'un travail d'amateurs. Je me suis alors demandé quel genre d'amateur ces gens peuvent-ils être, puis je me suis rendue compte à quel point il est facile pour un enfant qui ignore totalement ce qu'il fait de se faire attirer par un groupe terroriste ». Lessing avait déjà Alice en tête comme personnage central : « Je connais plusieurs personnes comme Alice, ce mélange d'instinct maternel,... et qui en même temps pourrait tuer un grand nombre de personnes sans la moindre peine. » Elle décrit Alice comme « tranquillement comique » à cause de ses perpétuelles contradictions envers elle-même. Elle s'étonne cependant du développement de certains personnages (en dehors de Jasper, l'intérêt amoureux d'Alice) comme Faye, une toxicomane qui s'avère être une « personne détruite ».

## Genre littéraire
Le roman est qualifié de « roman politique » par les éditeurs et certaines critiques, à l'instar d'Alison Lurie dans The New York Review of Books. Elle déclare qu'en tant que fiction politique, c'est l'un des meilleurs romans sur la « mentalité terroriste » depuis L'Agent secret de Joseph Conrad, alors que la question est abordée par William H. Pritchard dans The Hudson Review, qui écrit que comparé au roman de Conrad, La Terroriste est « informe ». Plusieurs commentateurs qualifient cependant l'œuvre de roman sur la politique plutôt que de fiction politique. Dans From the Margins of Empire: Christina Stead, Doris Lessing, Nadine Gordimer, Louise Yelin qualifie également l'œuvre de roman sur la politique plutôt que de roman politique en soi.
La Terroriste est également qualifié de satire. Dans son livre Doris Lessing : The Poetics of Change, Gayle Greene considère le livre de « satire sur un groupe de révolutionnaires », alors que Susan Watkins le décrit comme un « examen sec et satirique sur la contribution d'une femme parmi un groupe d'extrême gauche » dans son livre Doris Lessing : Border Crossing. Une biographie de Lessing pour l'Académie suédoise à l'occasion de la remise du prix Nobel de littérature 2007 considère le livre d'« image satirique du besoin de la gauche contemporaine d'obtenir le plein pouvoir, doublé du martyre et de la subjugation mal dirigée de la protagoniste féminine ». Yelin affirme en outre que le roman « oscille entre satire et nostalgie, ». L'universitaire Robert E. Kuehn estime que ce n'est pas du tout de la satire, ou alors que le livre est une « satire des plus noires et des plus hilarantes ». Selon lui, Lessing « n'a pas le sens de l'humour, et au lieu flageller les personnages avec le fouet de la satire, elle les traite avec une ironie incessante et humiliante ».

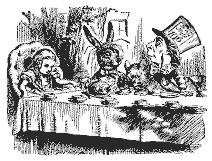
Le personnage d'Alice Mellings est comparé par Virginia Scott à l'Alice de Lewis Carroll.

Virginia Scott qualifie quant à elle le roman de fantasme. En faisant référence aux aventures d'Alice au pays des merveilles de Lewis Carroll, elle écrit dans The International Fiction Review : « L'Alice de Lessing et son groupe de révolutionnaires politiques peuvent être vues comme un fantasme sérieux qui a des similitudes frappants avec l'Alice de Carroll. Les deux Alice entrent dans une maison et sont par la suite confrontées à des défis apparemment impossibles : l'Alice de Carroll doit traverser des passages trop petits compte tenu de sa taille, tandis que l'Alice de Lessing se retrouve dans une maison à peine habitable qui doit être démolie. Les deux Alices sont en outre capables de changer d'apparence : au pays des merveilles, Alice adapte sa taille à ses besoins, alors que dans La Terroriste, Alice change d'attitude afin d'obtenir ce qu'elle veut des autres ». Scott fait par ailleurs remarquer qu'à un moment donné dans La Terroriste, Faye qualifie Alice d'« Alice la merveilleuse », faisant sans doute allusion à l'Alice de Carroll.

## Thèmes abordés
La romancière Judith Freeman écrit que l'un des thèmes récurrents présents dans le roman est le fait de conserver son identité dans un collectif, de préserver sa « conscience individuelle ». Ce thème suggère que des problèmes peuvent surgir lorsque nous sommes contraints de nous conformer aux autres. Freeman affirme alors qu'Alice est une « bonne femme quintessentielle et rebelle », qui suit un mauvais chemin sous la pression de ses camarades.

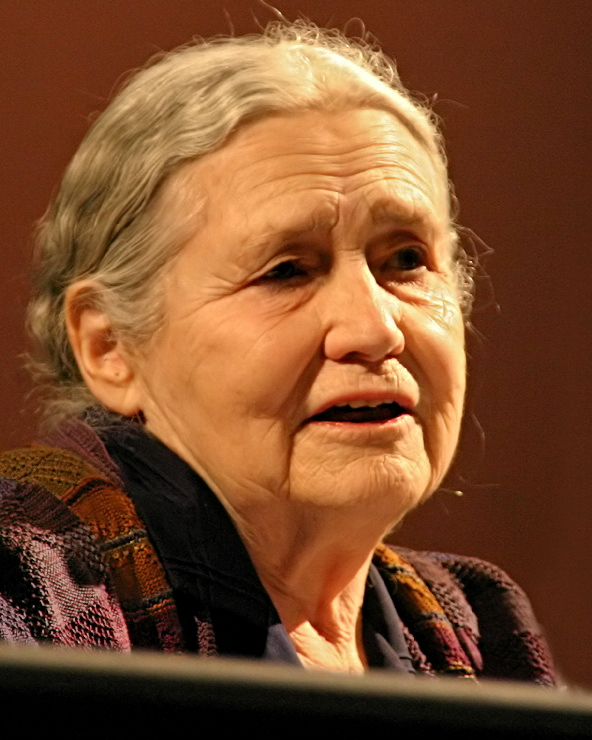
Lessing lors d'un festival littéraire à Cologne en 2009.

L'autre thème présent est le caractère symbolique de la maison. Margaret Scanlan déclare que, à l'instar des livres comme Mansfield Park ou Jane Eyre, La Terroriste décrit une femme « dont la personnalité est reflétée par sa maison ». Dans le journal Studies in the Novel, Katherine Fishburn écrit que Lessing utilise souvent une maison pour symboliser un certain « changement psychologique ou ontologique », et qu'ici, « la maison symbolise la fonction même d'Alice dans l'histoire ». Yelin décrit le roman comme une « mise à jour urbaine et dystopienne du genre de maison typique anglaise, où l'Angleterre est représentée par une simple maison Londonienne. » Dans Politics of Feminine Abuse: Political Oppression and Masculine Obstinacy in Doris Lessing's The Good Terrorist, Lalbakhsh et Yahya suggèrent que la maison, ainsi que les « relations oppressives » qu'elle abrite, reflètent une similarité avec la société de nos jours.
Plusieurs critiques se sont concentrées sur le thème de l'instinct maternel d'Alice. Dans Mothers and Daughters/Aging and Dying, Claire Sprague écrit que Lessing met souvent l'accent sur le fait que les mères ont tendance à transmettre leurs comportements à leurs filles, et que le cycle des filles en conflit contre leur mère imprègne chaque génération. La romancière britannique Jane Rogers souligne que le récit est « aussi insouciante et incisive sur l'instinct maternel que sur l'extrême gauche », et que cet instinct est présenté ici de manière « terrible » : la mère d'Alice est réduite au désespoir et ne cesse de céder aux exigences de sa fille égoïste, qui quant à elle devient une sorte de mère adoptive pour Jasper et entretient avec lui une relation désespérée. Rogers ajoute que l'instinct maternel est présenté ici comme une contrainte à protéger les faibles, malgré leur propension à vous faire des représailles et à vous blesser.
Les thèmes du féminisme et du subjugation des femmes sont également traités dans ce roman. Scanlan indique que, bien que les proches de l'héroïne du livre soient des femmes, leurs activités politiques ne rehausse pas pour autant leur position vis-à-vis des hommes, et elles sont alors « piégées dans le patriarcat qu'elles méprisent ». Yelin laisse quant à elle entendre que, bien que Lessing ridiculise les membres masculins du CCU et leur rôle, elle critique aussi les membres féminins qui « s'associent aux organisations politiques dominées par les hommes et donc victimes de leur oppression ». À propos des allusions du livre concernant l'homosexualité de Jasper, Yelin ajoute que « la critique de Lessing sur l'engouement des femmes pour la misogynie patriarcale et leur dépendance émotionnelle envers les hommes misogynes » est atténuée par l'homophobie et la « misogynie omniprésente dans la vision patriarcale de l'hétérosexualité masculine ». Lalbakhsh et Yahya notent que Lessing dépeint Alice comme une « femme au foyer typique » qui s'occupe de sa famille, en l'occurrence le squat, mais qui est en même temps « ignorée et négligée ». Ils concluent que le sort d'Alice est scellé, car selon la féministe socialiste britannique Juliet Mitchell, les femmes sont « fondamentales à la condition humaine », mais « leurs rôles économiques, sociaux et politiques sont marginaux ».

## Analyses critiques
Plusieurs critiques qualifient le titre du roman The Good Terrorist (littéralement « La bonne terroriste ») d'oxymore. Robert Boschman suggère qu'il est révélateur de la « personnalité contradictoire » d'Alice (elle rénove la maison du squat, tout en cherchant à détruire la société). Dans The Hudson Review, George Kearns écrit que le titre « plane au-dessus du roman avec ironie ». Le lecteur présume qu'Alice est la bonne terroriste, mais que, même si elle peut être en effet une bonne personne, elle est « pourrie par le fait d'être une terroriste ». Dans World Literature Today, Mona Knapp conclut que l'héroïne de Lessing, la « bonne terroriste », n'est ni une bonne personne, ni une révolutionnaire efficace. Elle sait comment rénover des maisons et manipuler les gens à son avantage, mais elle est sans emploi et vole de l'argent à ses parents. Alors que les vrais révolutionnaires commencent à utiliser le squat pour transporter des armes, elle panique et, derrière le dos de ses camarades, appelle les autorités pour les avertir. Knapp qualifie Alice de « terroriste obsolète et un être rabougri ». Fishburn laisse entendre que c'est Lessing elle-même qui est la bonne terroriste, symbolisée ici par Alice, mais que le sien est un « terrorisme politique de type littéraire », où elle déguise souvent ses idées en « fiction d'apparence très domestique, défiant tout simplement notre sens de la réalité ».
Kuehn décrit Alice comme étant « bien intentionnée, habile et parfois aimable », mais à la façon de quelqu'un qui, à 36 ans, n'a jamais grandi et dépend toujours de ses parents. Yelin dit qu'Alice est « en état d'adolescence perpétuelle » et que son besoin de « materner tout le monde » est un « cas extrême de régression psychologique ou une tentative ratée à sa propre épanouissement ». Greene écrit que « l'humanitarisme d'Alice est absurde » et il la décrit comme « curieusement en désaccord avec elle-même » à cause de son incapacité à comprendre ce qui se passe autour d'elle, et par conséquent elle n'a même pas conscience si ses actions sont bénéfiques ou dangereux pour ses proches.
Boschman considère le récit de Lessing d'ironique, car il met en évidence le fossé qui sépare la vraie personnalité d'Alice à ce qui elle pense être, mais aussi ses efforts pour s'admettre qu'il n'y a pas de divergence. Alice refuse de reconnaître que ses « activités maternelles » découlent de son désir de gagner l'approbation de sa mère et, croyant que celle-ci l'a trahie et abandonnée, elle se tourne vers Jasper pour continuer à entretenir ses croyances sur elle-même et sur le monde. Même si Jasper profite de l'adoration qu'elle lui porte en la maltraitant, Alice s'accroche encore à lui parce que son illusion d'elle-même « qualifie vigoureusement sa perception de Jasper et multiplie ainsi le déni et l'illusionnisme ». Le fait que Jasper se soit tourné vers l'homosexualité, qu'Alice considère comme sa « vie émotionnelle », correspond à ses propres désirs refoulés. Kuehn qualifie l'obsession d'Alice de « malheureuse et répugnante », alors que Jasper est « nettement compréhensible ». Alice se sent étrangement en sécurité avec l'homosexualité de ce dernier, même si elle doit endurer ses mauvais traitements.
Knapp déclare que si Lessing dénonce les insurrectionistes autoproclamés comme des « produits gâtés et immatures de la classe moyenne », elle se moque de leur inaptitude à influer sur tout changement significatif. Lessing critique l'État qui « nourrit la main même qui le terrorise », tout en condamnant les institutions qui exploitent la classe ouvrière et ignorent les sans-abri. Knapp remarque en outre que Lessing ne résout pas ces ambiguïtés, mais met plutôt en évidence les faiblesses de l'État vis-à-vis de ceux qui cherchent à le renverser. Scanlan compare les camarades de Lessing aux terroristes de Richard E. Rubenstein dans son livre Alchemists of Revolution: Terrorism in the Modern World. Rubenstein écrivait que « lorsque les ambitieux idéalistes n'ont pas de classe dirigeante assez créative à suivre ou une classe rebelle inférieure à diriger, ils assument sur eux-mêmes le fardeau de l'action représentative, ce qu'il considère comme une formule pour le désastre ».

## Accueil
L'accueil critique est assez mitigé. Elizabeth Lowry le confirme dans la London Review of Books : « Lessing a été à la fois vivement critiquée et louée pour l'aspect monotone de sa prose ». Le critique littéraire irlandais Denis Donoghue s'est plaint que le style du roman est « insistant et terne », alors que Kuehn qualifie les textes de Lessing d'« étonnamment fade ». Lowry note que l'universitaire anglais Clare Hanson considère le livre comme « gris et sans texture, justement à cause de son langage gris et sans texture ».
D'autre part, Freeman qualifie le roman d'« histoire gracieuse et accomplie », mais aussi de « rapport brillant sur les types d'individus qui commettent des actes terroristes ». Dans le Los Angeles Times, Freeman décrit Lessing comme « l'une de nos écrivains les plus précieux » qui possède une « compréhension étrange des relations humaines ». Dans un article paru dans le Sun-Sentinel, Bonnie Gross affirme qu'il s'agit du livre le plus « accessible » de Lessing à ce jour, et que sa « prose descriptive forte et ses caractérisations précises et réalistes » en ont fait une lecture « remarquable et gratifiante ». Gross considère les personnages féminins, en particulier Alice, comme beaucoup plus développés que les personnages masculins.
Amanda Sebestyen écrit dans The Women's Review of Books qu'à première vue, les idées contenues dans La Terroriste paraissent faussement simples et prévisibles. Mais elle ajoute que la force de Lessing réside dans sa « narration stoïque de l'effort quotidien de la vie », qui excelle dans la description de la vie quotidienne dans un simple squat. Sebestyen loue également la représentation d'Alice dans le livre, qui, selon elle, la marque avec « la plus grande inquiétude à propos d'elle-même et sa génération ». Dans un article publié dans off our back, une publication féministe américaine, Vickie Leonard qualifie le livre de « fascinant et extrêmement bien écrit », avec des personnages « excitants et réalistes ». Leonard ajoute que même si Alice n'est pas une féministe, le livre illustre « la grande admiration de l'écrivaine pour les femmes et leurs accomplissements ».

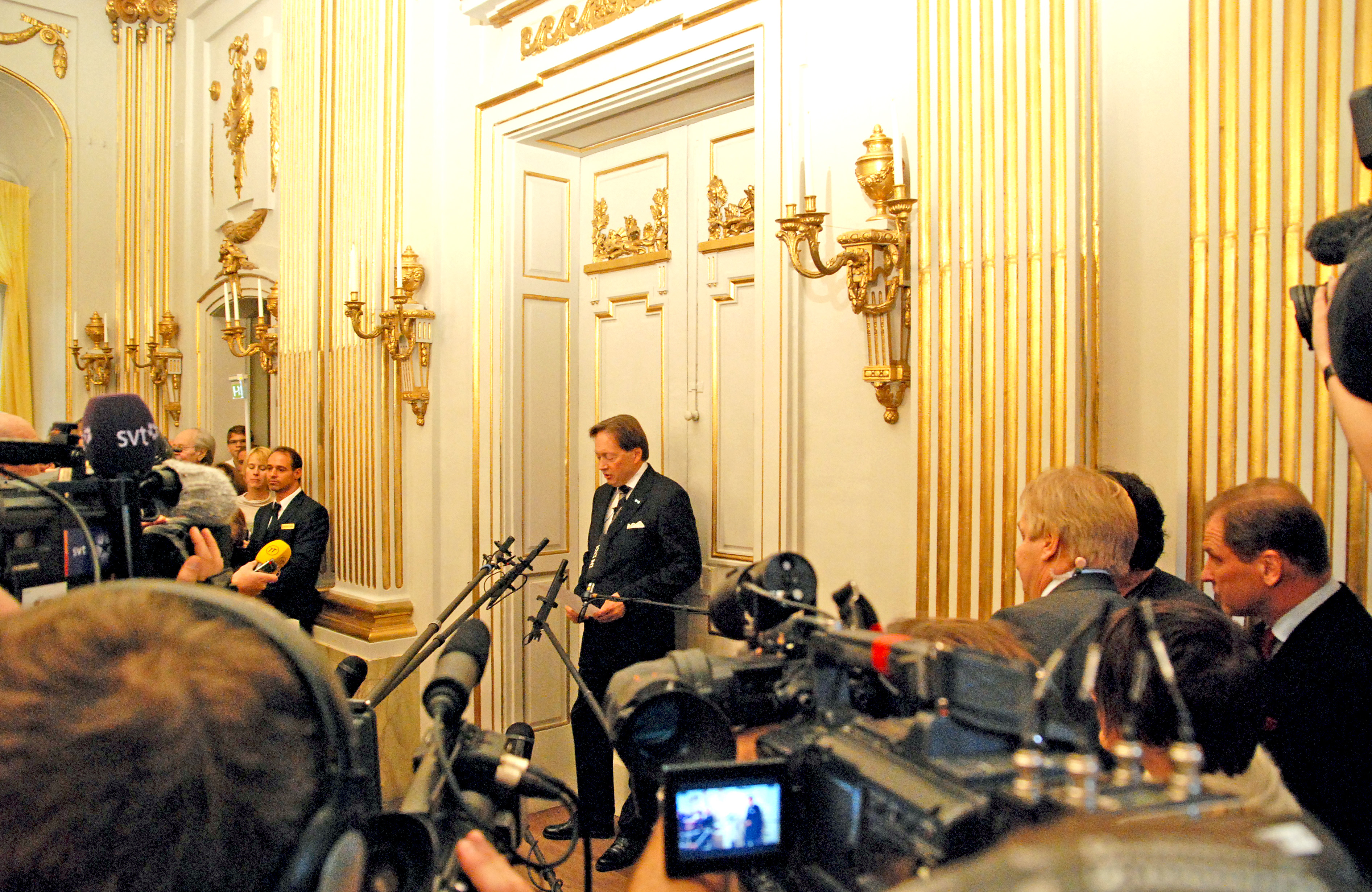
En 2007, le prix Nobel de littérature est décerné à Lessing.

Dans The Guardian, Rogers décrit le livre comme « un roman en gros plan sans ménagement » qui examine la société à travers les yeux des individus ; ce roman est « à la fois spirituel et fâché contre la stupidité et la destruction humaines », et dans le contexte des récents attentats terroristes de Londres, il s'agit d'un exemple de « fiction allant là où l'écriture factuelle ne peut pas atteindre ». Un critique de Kirkus Reviews écrit que l'histoire d'Alice est un « extraordinaire tour de force, un portrait psychologique réaliste et vengeur, ». L'analyste ajoute que, bien qu'Alice ait tendance à se mentir à elle-même et ne soit pas toujours sympathique, la force du roman réside dans ses personnages et sa représentation de la motivation politique.
Donoghue écrit dans The New York Times qu'il ne se soucie pas beaucoup de ce qui arrive à Alice et ses camarades. Il estime que Lessing présente Alice comme une « source incontestable de réactions imprégnées de préjugés », ce qui ne laisse aucune place à un autre intérêt. Donoghue se plaint cependant que Lessing n'arrive pas à déduire si ses personnages sont « le sel de la terre ou sa racaille ». Dans un article paru dans le Chicago Tribune, Kuehn estime que le livre n'apporte que peu d'impact et d'impression au lecteur. Il dit que le véritable intérêt de Lessing ici est le développement des personnages, qui sont « triviaux, bidimensionnels et paralysés par leurs propres délires ».
La Terroriste a été présélectionné pour le prix Booker en 1975, et remporte en 1986 le prix Mondello et le prix WH Smith. En 2007, Lessing s'est vu décerner le prix Nobel de littérature pour avoir « fait partie de l'histoire de la littérature vivante ». Dans le discours de l'écrivain suédois Per Wästberg à l'occasion de la cérémonie de remise des prix, le roman est cité comme un « compte-rendu approfondi de la culture d'extrême gauche squatteuse qui éponge l'abnégation féminine ». Après la mort de Lessing en 2013, The Guardian inscrit La Terroriste dans sa liste des cinq meilleurs livres de la romancière. L'écrivain indien Neel Mukherjee inclut le roman dans sa top 10 des livres sur les révolutionnaires, publiée en 2015, et qui parait également dans The Guardian.

## Historique de publication
La Terroriste est publié pour la première fois en septembre 1985 par Jonathan Cape au Royaume-Uni et par Alfred A. Knopf aux États-Unis. La première édition de poche est publiée au Royaume-Uni en septembre 1986 par Grafton. Une édition intégrale sur livre audio d'une durée de 13 heures, narrée par Nadia May, est publiée aux États-Unis en avril 1999 par Blackstone Audio. Le roman est par ailleurs traduit en plusieurs langues dont le catalan, le chinois, le français, l'allemand, l'italien, l'espagnol et le suédois,.